# برايان كروفورد
برايان كروفورد (27 يوليو 1978 في المملكة المتحدة - ) (بالإنجليزية: Brian Crawford)‏ هو لاعب كرة قدم بريطاني في مركز الهجوم. لعب مع نادي كلايد ونادي سترنرير ‏ ونادي ستنهاوسموير وCumbernauld United F.C. ‏ وForth Wanderers F.C. ‏ وShotts Bon Accord F.C. ‏.

## وصلات خارجية
- برايان كروفورد على موقع Soccerbase.com (لاعب) (الإنجليزية)